# Nadleśnictwo Oleszyce
Nadleśnictwo Oleszyce – jednostka organizacyjna lasów państwowych podległa RDLP w Krośnie. Zasięgiem swym obejmuje część Płaskowyżu Tarnogrodzkiego, wchodzącego w skład Kotliny Sandomierskiej.

## Historia
Początkowo tereny te były pokryte olbrzymimi połaciami lasów, pośród których były rzadkie osady wiejskie. W 1570 roku tereny te przejął Hieronim Sieniawski, który w 1576 roku lokował miasto Oleszyce. Zarządzaniem lasami zajmowała się służba leśna. Na początku XVII wieku lasy były nadmiernie wycinane. Kolejnymi właścicielami byli: Czartoryscy, Działyńscy, Potoccy i Sapiehowie. W okresie międzywojennym XX wieku, właścicielami lasów byli: Sapiehowie, Hugo Wattman, Agehor Goluchowski, Władysław Zamojski i Stella Borkowska. 
Po agresji sowieckiej w 1939 roku, lasy prywatne zostały znacjonalizowane i utworzono Lubaczowski Lispromkombinat. W grudniu 1939 roku Sowieci przeprowadzili masową deportację leśników w powiecie lubaczowskim. W latach 1941–1944 zarząd komisaryczny nad częścią lasów sprawowali okupanci niemieccy. W latach 1944–1947 w lasach stacjonowały oddziały UPA, gdzie z powodu walk spalonych zostało 10% lasów. 
W latach 1947–1960 zalesiono ponad 1000 ha gruntów rolnych po wysiedlonych i zniszczonych miejscowościach, a także dokonano odnowień 2000 ha terenów leśnych. W 1973 roku do Nadleśnictwa Oleszyce przyłączono nadleśnictwa: Radymno i Lubaczów. W 1973 roku utworzono Posterunek Straży Leśnej. 
Nadleśniczowie.
1944–1945. Władysław Myszkowski.
1945–1948. Jan Rudeński (p.o.).
1948–1967. Stefan Róg.
1967–1971. Jan Gilarski.
1971–1991. Feliks Żaczek.
1991– nadal Stanisław Zagrobelny.

## Zasoby
Powierzchnia lasów wynosi 11 805 ha. 
Lasy prywatne zajmują 9,4% powierzchni. Nadleśnictwo jest podzielone na 10 leśnictw: Dzików, Futory, Zabiała, Stare Sioło, Miłków, Czerniakowa Buda, Sucha Wola, Lipina, Podlisze i Kolonia (leśnictwo szkółkarskie).
W skład drzewostanu wchodzą:
- Sosna - 48,59%,
- Dąb - 14,44%,
- Buk - 14,40%,
- Olsza - 7,36%,
- Brzoza - 6,76%,
- Świerk - 2,59%,
- Modrzew - 2,24%,
- Grab - 2,09%.